# Сан-Джованни-Кризостомо
Церковь Сан-Джова́нни-Кризо́стомо (итал. La Chiesa di San Giovanni Crisostomo, San Giovanni Grisostomo). Полное название: «Сантуарий (святилище) Святой Девы Марии Милостивой в церкви Святого Иоанна Златоуста» (итал. Santuario di Santa Maria delle Grazie in San Giovanni Crisostomo) — небольшая римско-католическая церковь в Венеции, расположенная в районе Каннареджо, построенная в XVI веке в стиле итальянского Возрождения. В церкви находятся немногочисленные произведения искусства, в том числе картины Джованни Беллини, Себастьяно дель Пьомбо и других художников.

## История
Церковь заложена в 1080 году семьёй Каттанео и освящена в честь Патриарха Константинопольского V века Иоанна Златоуста, что свидетельствует о высоком уровне византийского влияния в Венеции того времени. В 1475 году церковь была уничтожена пожаром, охватившим всю округу, включая находившийся поблизости дом Марко Поло. В 1488 году папа Иннокентий VIII даровал отпущение грехов любому, кто внесёт финансовый вклад в восстановление церкви. В 1497 году архитектор Мауро Кодуччи взялся за реконструкцию храма, который, предположительно, стал его последней работой в Венеции. В 1504 году Кодуччи скончался, и работы были закончены его сыном Доменико в 1525 году; тогда же и состоялось освящение новой церкви. Расширение улицы перед зданием по распоряжению Венецианского сената началось в 1531 году. Кампанила (колокольня) была достроена в 1590 году.
После того, как Италия вступила в Первую мировую войну, во время австрийской бомбардировки 13 сентября 1916 года церковь не пострадала, но 26 февраля 1918 года бомбой был повреждён фасад.
В период с 1943 по 1949 год компанией Tamburini из Кремы был смонтирован орган с электропневматической трансмиссией, вероятно, на основе старого, от которого сохранились некоторые трубы и хор.
В 2025 году, после многих лет запустения, был начат масштабный ремонт органа и всего интерьера церкви.

## Архитектура и произведения искусства
Здание церкви имеет план в виде греческого креста и построено из кирпича. Так как на мраморную облицовку не хватило средств, оно отделано штукатуркой с последующей окраской. Внутри церковь выглядит уютно и компактно. Четыре колонны поддерживают арки средокрестия, на которых покоится полусферический купол.
Свод над хором работы Кодуччи был заменён на плоскую крышу, чтобы пропустить внутрь больше света.
Высота колокольни составляет 21 метр. Первая колокольня датируется 1080 годом, однако она была снесена в 1532 году во время расширения улицы. Нынешнее сооружение построено между 1552 и 1590 годами.
На контрфасаде расположены две картины, выполненные Джованни Мансуэти, изображающие святых Онуфрия, Агату, Андрея и Иоанна Златоуста. Святой Онуфрий был одним из титульных покровителей церкви, почитаемым братством Tentori (красильщиками тканей). В 1516 году, частица мощей святого — его палец — была привезена в церковь.
Главный алтарь включает миниатюрную мраморную композицию «Коронование Девы Марии среди апостолов» (1500—1502) работы Туллио Ломбардо, заказанную семьей Бернабо де Катенариис из Монтепульчано.
В капелле справа находится последнее произведение Джованни Беллини, написанное в 1513 году: Аллегория церкви (Аllegoria della Chiesa) — алтарный образ со святыми Иеронимом (Учитель церкви, символ науки), Христофором (Символ действия) и Людовиком Тулузским (Символ созерцания). Далее по левой стороне нефа, в капелле Мадонны-делле-Грацие находится алтарь с изображениями святых Иоанна Златоуста, Иоанна Крестителя, Иоанна Богослова, Феодора Тирона, Марии Магдалины, Луции Сиракузской и Екатерины Александрийской, выполненный Себастьяно дель Пьомбо по заказу Катерины Контарини.
В апсиде имеется несколько картин, повествующих о жизни святого Иоанна Златоуста и Иисуса Христа. На вершине алтаря располагается рельеф, изображающий Снятие с креста. Слева находится капелла, построенная для Джакомо Бернабо, со скульптурами ломбардского мастера Мауро Кодуччи.
Далее имеются картины Себастьяно дель Пьомбо с образом Иоанна Златоуста, Дзаккариа Факкинетти «Перенесение тела святого Иоанна Златоуста» (1610) и картина Альвизе Даль Фризо «Рукоположение в епископы святого Иоанна Златоуста». На плафоне перед пресвитерием находятся девять секций разного размера, в которых изображён Бог Отец между путти и херувимами — фреска работы Джузеппе Диамантини.

## Галерея
- Интерьер. Главный алтарь
- Интерьер. Плафон пресвитерия
- Плафон. Бог Отец. Фреска Дж. Диамантини
- Туллио Ломбардо. Коронование Девы Марии среди апостолов. 1500—1502. Скульптурная панель алтаря. Мрамор
- Себастьяно дель Пьомбо. Главный алтарь. Иоанн Златоуст и святые. 1509. Холст, масло
- Деталь картины
- Джованни Беллини. Святые Иероним, Христофор и Людовик Тулузский. 1513. Холст, масло